# Savage Poetry
A Savage Poetry az Edguy nevű német power metal együttes első stúdióalbuma, melyet 1995-ben adtak ki. A lemezt saját maguk adták demóként. Mikor ezt a lemezt írták a tagok, még csak 16 évesek voltak, ezért különbözik a dalszövegek stílusa annyira a későbbi albumokétól. Mikor egy kiadó felajánlotta nekik a megjelentetést, azt visszamondták, mert ennél sokkal professzionálisabb debütálást képzeltek el maguknak, mely jobban rámutat az igazi zenei képességeikre.
Az albumot 2000-ben The Savage Poetry címen újra kiadták. Csak a számok sorrendjét változtatták meg, és a kiadványhoz adott második lemezen szerepelt az eredeti album is.

## Számok listája
1. "Key to My Fate"
2. "Hallowed"
3. "Misguiding Your Life"
4. "Sands of Time"
5. "Sacred Hell"
6. "Eyes of the Tyrant"
7. "Frozen Candle"
8. "Roses to No One"
9. "Power and Majesty"

## Felállás
- Jens Ludwig – Gitár
- Tobias Sammet – Ének, basszusgitár, billentyű
- Dirk Sauer – Gitár
- Dominik Storch – Dob